# Ленка-Седлецька
Ленка-Седлецька (пол. Łęka Siedlecka) — село в Польщі, у гміні Радлув Тарновського повіту Малопольського воєводства.
Населення — 242 особи (2011).
У 1975-1998 роках село належало до Тарновського воєводства.

## Демографія
Демографічна структура станом на 31 березня 2011 року:
|          | Загалом | Допрацездатний вік | Працездатний вік | Постпрацездатний вік |
| -------- | ------- | ------------------ | ---------------- | -------------------- |
| Чоловіки | 124     | 16                 | 90               | 18                   |
| Жінки    | 118     | 23                 | 68               | 27                   |
| Разом    | 242     | 39                 | 158              | 45                   |